# Amalia Garrigós
Amalia Garrigós Hernández (Alcoy, 1965) es una periodista española conocida por su trabajo como presentadora y coordinadora de programas en Radio Nou.

## Biografía
Es licenciada en Ciencias de la Información por la Universidad Autónoma de Barcelona. Trabajó en la Cadena SER y en RTVE en los estudios de San Cugat del Vallés. En 1989 fue una de las periodistas que formaron parte de Radio Nou en sus inicios.
En 1991 comenzó la etapa de radio nocturna con Passatge a la nit, un programa intimista que planteaba temas monográficos para que los oyentes participaran de manera activa a través de sus teléfonos. Era una radio romántica y poderosa donde los oyentes expresaban abiertamente y libremente sus reflexiones hasta muy entrada la madrugada. El espacio estuvo en antena siete temporadas (desde 1991 hasta 1998). Paralelamente fue una de las caras más reconocibles de los primeros años de Canal Nou como presentadora de programas debate como Carta Blanca.
Cerrada la etapa de radio nocturna, hizo información política y de actualidad al espacio Ara per Ara que presentaba durante las mañanas (1998 - 2001). Posteriormente realizó el informativo y la tertulia política El vent dels navegants (2001 - 2003). En el magacín de los sábados y de los domingos, El jardí de les delícies, hizo una tarea divulgativa con conexiones comarcales, narraciones de leyendas, dramatizaciones de relatos, información sobre cine y teatro… El jardí de les delícies se convirtió en el escenario por donde pasaron más de 350 músicos valencianos que interpretaban sus temas en vivo y en directo e interaccionaban con los oyentes hablando con ellos y promocionando discos y conciertos. El jardín de las delicias estuvo en antena desde finales del 2003 hasta el 2010. Desde entonces y hasta 2012 dirigió el programa cultural Alta Fidelitat. En 2013 recibió el Premio Ovidi Montllor por su apoyo a la música en valenciano.
Con el cierre de RTVV dirigió El Mural, un programa de radio impulsada por la Escola Valenciana. El Mural era un programa mensual, de una hora de duración que fue emitido en una treintena de emisoras de ámbito local. Dicho programa recibió un Premio Radio Asociación en 2015 por su innovación, y el Premio Tirant en 2016.
Tras la reapertura de À Punt FM volvió a trabajar en los servicios de comunicación pública valenciano con el programa de radio Territori Sonor. Con el final de la temporada de 2019, À Punt prescide de la periodista como presentadora del programa Territori Sonor.

## Trayectoria profesional

### Radio
| Año             | Programa                     | Emisora             | Rol          |
| --------------- | ---------------------------- | ------------------- | ------------ |
| 1989            | Tres en ratlla               | Radio Nou           | Reportera    |
| 1991            | La despertadora              | Radio Nou           | Presentadora |
| 1991-1998       | Passatge a la nit            | Radio Nou           | Presentadora |
| 1998-2001       | Ara per ara                  | Radio Nou           | Presentadora |
| 2001-2003       | El vent dels navegants       | Radio Nou           | Presentadora |
| 2003-2010       | El jardí de les delícies     | Radio Nou           | Presentadora |
| 2004-2010       | De nou cap de setmana        | Radio Nou           | Presentadora |
| 2010-2012       | Alta Fidelitat               | Radio Nou           | Presentadora |
| 2014-2016       | El mural                     | Escola Valenciana   | Presentadora |
| 2017-2019       | Territori Sonor              | À Punt FM           | Presentadora |
| 2019-actualidad | El podcast d'Amàlia Garrigós | Beat Valencia Radio | Presentadora |

### Televisión
| Año       | Programa                | Canal                | Rol                      |
| --------- | ----------------------- | -------------------- | ------------------------ |
| 1987-1989 | Infomativos TVE         | La 1                 | Redactora                |
| 1988-1989 | 48 horas                | La 1                 | Redactora                |
| 1992-1996 | Carta Blanca            | Canal Nou, Radio Nou | Presentadora y guionista |
| 1993-1994 | Sexe i...               | Canal Nou            | Presentadora y guionista |
| 1994      | Deixa el teu missatge   | Canal Nou            | Presentadora y guionista |
| 1995      | Benifotrem              | Canal Nou            | Actriz                   |
| 1997      | El juí del Cas Alcàsser | Canal Nou            | Presentadora             |